# Teleszky István
Teleszky István (Szatmár, 1836. április 4. – Koritnica, 1899. augusztus 5.) jogi doktor, ügyvéd, igazságügy-minisztériumi államtitkár.

## Élete
Szatmáron született, ahol apja gyakorló orvos volt; jogi tanulmányait a Pesti Egyetemen végezte. 1859-ben a jogi szigorlatot, 1860-ban a gyakorlati közjegyzői vizsgát, 1861-ben pedig az ügyvédi vizsgát tette le,  és ez utóbbi év végén Nagyváradon telepedett le ügyvédi gyakorlatra. Kinevezték Bihar vármegye tiszteletbeli alügyészévé, majd Bihar megye és Nagyvárad törvényhatóságainak bizottmányi tagjává választották, és ott kezdte meg szereplését a közügyek terén. Csakhamar mind a két törvényhatóság tiszteleti főügyésze, a megalakult nagyváradi ügyvédi egyesületnek egyik szakosztályi elnöke és az államvizsgálati bizottság tagja lett. 1874-ben, mint balközép pártit, Nagyvárad város megválasztotta országgyűlési képviselővé, s az igazságügyi miniszter a magánjogi törvénykönyv örökösödési részének elkészítésével bízta meg. Az 1875-ös és 1878-as képviselőválasztásoknál ugyancsak a nagyváradi, 1887-ig pedig az Ugocsa megyei nagyszőllősi kerületet képviselte. Tevékeny részt vett az igazságügyi bizottság tárgyalásaiban és több fontos törvényjavaslatnak volt az előadója. Közben Budapestre költözött, ahol mint ügyvéd is működött és a jogászegylet tárgyalásaiban vezérszerepet vitt. 1888-ban többszöri felhívás után elvállalta az államtitkári állást az igazságügyi minisztériumban s az öröklési jogról szóló törvényjavaslatot, saját művét, már mint államtitkár képviselte. Az 1892-től 1897-ig tartó országgyűlési ciklusban a halmi kerület (Ugocsa megye) választotta meg képviselőnek. Választmányi tagja volt a magyar jogászegyletnek, bizottsági tagja Budapest főváros törvényhatóságának és elnöke a kisbirtokosok földhitelintézetének.
Sok cikket írt a szaklapokba; országgyűlési beszédei a Naplókban vannak.
Sírja a Fiumei úti sírkert 28. parcellájának díszsorában található (a 6. sír), Donáth Gyula Panaszdal (1903 körül) című alkotásának életnagyságú szobra díszíti. 2004 óta a Nemzeti sírkert részeként egyedi védettséget élvez.

## Munkái
- Észrevételek dr. Hoffmann Pál általános magánjogi törvénykönyv tervezetére. Nagyvárad, 1873.
- Örökösödési jogunk törvényhozási szabályozásához. A m. tudom. Akadémia által dicséretre méltatott pályamű. Bpest, 1876.
- Programmbeszéde 1881. jún. 19. a szilágy-somlyói választókerület választóihoz. Uo. 1881.
- A magyar örökösödési jog tervezetének vezéreszméje és a törvényes örökösödést tárgyazó intézkedései. Uo. 1882. (M. Jogászegyleti Értekezések I. 6.).
- Az általános magánjogi törvénykönyv tervezete. Öröklési jog. Indokolás. Uo. 1882-84. Három füzet.
- Öröklési jog, az igazságügyi miniszteri értekezlet és a szövegező bizottság által átdolgozott kiadás. Uo. 1886. (Németül: ford. Kern Tódor. Uo. 1887.).
- Törvényjavaslat a fizetési meghagyásokról. Uo. 1890.

## Források

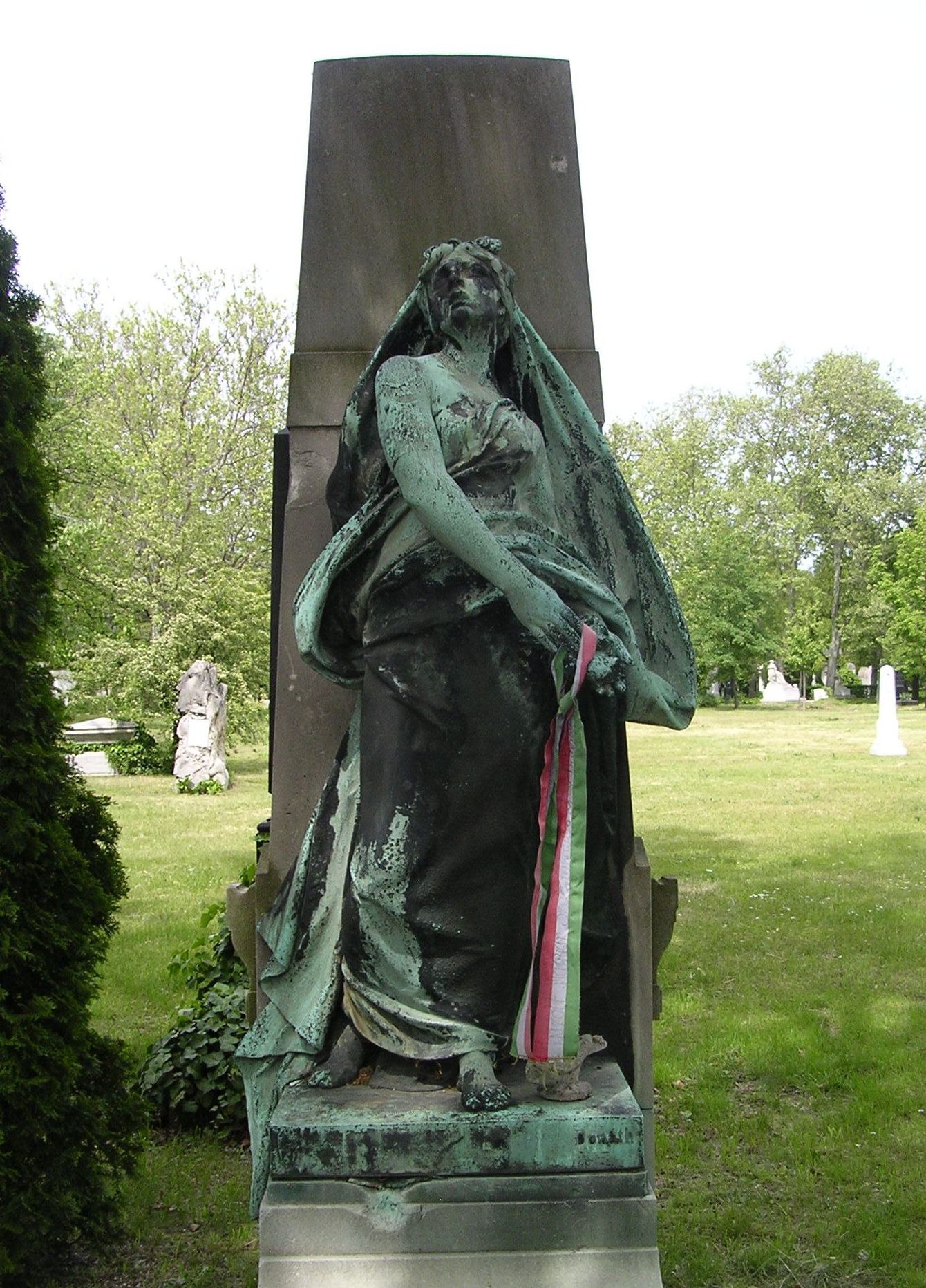
Sírja a Fiumei úti sírkertben (28. díszsor-6.) Alkotó: Donáth Gyula